# Asplundia latifolia
Asplundia latifolia är en enhjärtbladig växtart som först beskrevs av Hipólito Ruiz López och Pav., och fick sitt nu gällande namn av Gunnar Wilhelm Harling. Asplundia latifolia ingår i släktet Asplundia och familjen Cyclanthaceae. Inga underarter finns listade.